# Таміка танзанійська
Та́міка танзанійська (Cisticola nigriloris) — вид горобцеподібних птахів родини тамікових (Cisticolidae). Мешкає в Танзанії, Малаві і Замбії.

## Поширення і екологія
Танзанійські таміки живуть на високогірних луках і в заростях сухих чагарників, а також в гірських тропічних лісах і чагарниках.